# Hospitality Club
Hospitality club je nejstarší nekomerční internetová služba bezplatného ubytování na bázi sociální sítě.
Stránku založil v červenci 2000 německý student Veit Kühne po návratu z cest v Jižní Americe. V roce 2003 měla stránka 3 tis. členů ve všech zemích světa, v roce 2006 již přes 100 tis. členů.
V roce 2004 část členů odešla ke konkurenční službě CouchSurfing, zejména z důvodu právní neukotvenosti služby a nedostatku transparence jejího řízení. V roce 2005 pak část členů založila jinou konkurenční službu BeWelcome. V roce 2007 začal být konkurenční CouchSurfing více populární a popularita služby začala klesat. V roce 2009 patřila mezi 30 tis. nejnavštěvovanějších internetových stránek. V roce 2017 měla služba přes 600 tis. členů, dvě třetiny však byly neaktivní, v návštěvnosti už byla jen mezi 400 tis. nejnavštěvovanějších internetových stránek. V letech 2022 až 2023 po několik měsíců služba vůbec nefungovala.